# Anemòmetre
Un anemòmetre és un aparell dissenyat per mesurar la velocitat del vent, és un dels aparells utilitzats en una estació meteorològica. Etimològicament deriva de la paraula grega anemos, que significa vent. La primera descripció d'un anemòmetre va ser feta per Leon Battista Alberti cap a 1450.

## Història
L'anemòmetre ha canviat poc des del seu desenvolupament al segle XV. Es diu que Alberti el va inventar al voltant de 1450. En els segles següents molts altres, inclòs Robert Hooke (1635–1703), van desenvolupar les seves pròpies versions, amb alguns acreditats erròniament com el seu inventor. El 1846, Thomas Romney Robinson (1792–1882) va millorar el disseny utilitzant quatre tasses semiesfèriques i rodes mecàniques. El 1926, el meteoròleg canadenc John Patterson (1872–1956) va desenvolupar un anemòmetre de tres tasses, que va ser millorat per Brevoort i Joiner el 1935. El 1991, Derek Weston va afegir la capacitat de mesurar el vent. direcció. El 1994, Andreas Pflitsch va desenvolupar l'anemòmetre sonor.

## Anemòmetres de velocitat

### Anemòmetres de cassoleta
Inventat el 1846, consisteix en quatre cassoletes de mitja esfera muntades al final de quatre braços horitzontals que al seu torn estan muntats en angles iguals en un mànec vertical. El pas de l'aire és proporcional a la velocitat del vent. Aquest prototip de quatre braços presentava errors de mesura i es va perfeccionar amb un anemòmetre de tres braços l'any 1926, perfeccionat el 1935 donant només errors del 3%.
L'any 1991 es va modificar per poder fer la mesura conjunta de velocitat i direcció del vent.

Els anemòmetres de tres cassoletes s'utilitzen com a estàndard per l'estudi dels vents en una zona per a instal·lar-hi si de cas generadors eòlics.

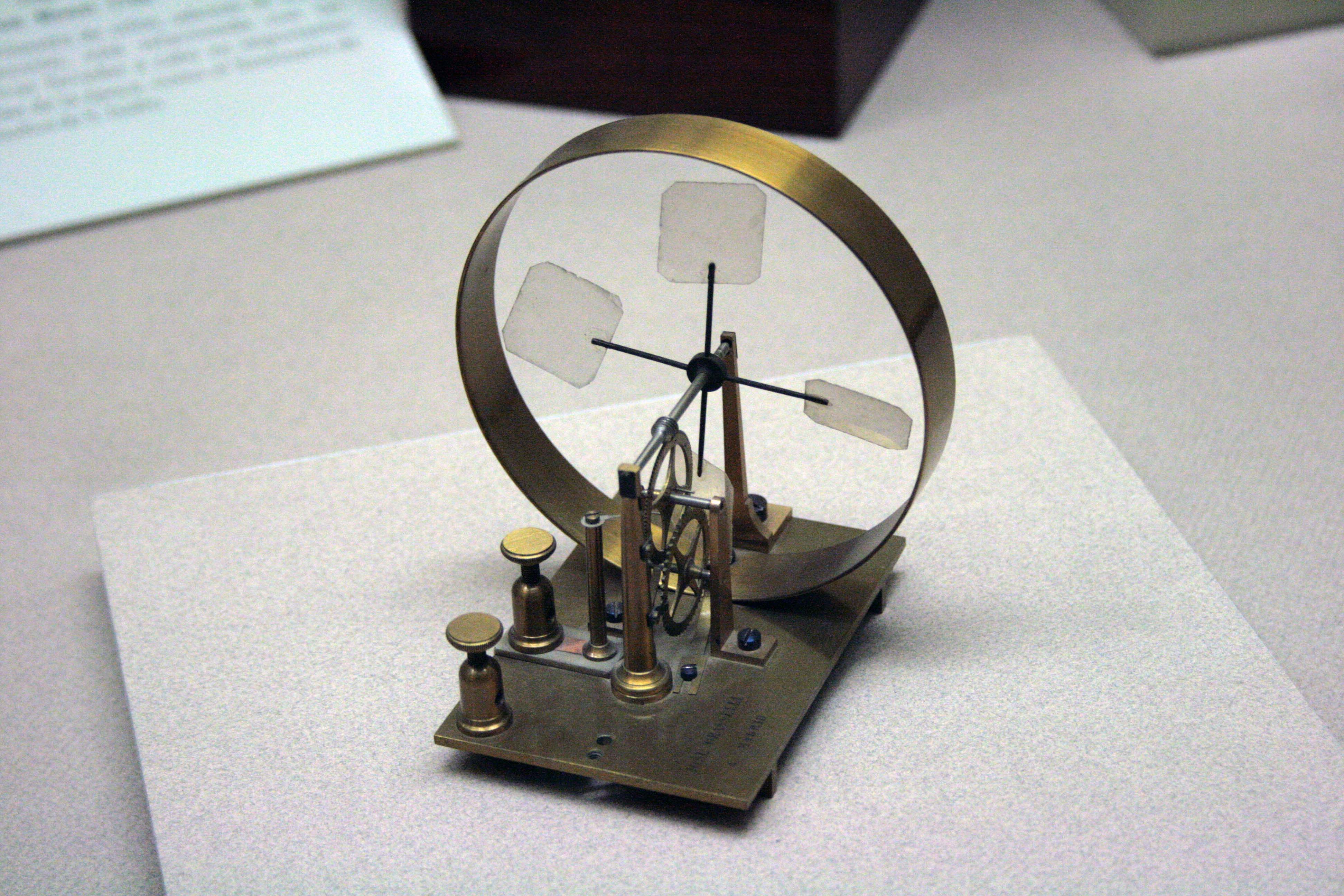
Model antic d'anemòmetre, construït per un fabricant espanyol (José Graselli) el 1870.

### Anemòmetres de molinet
Són amb hèlixs. Combinen una hèlix i una cua al mateix eix per a obtenir una velocitat i direcció del vent acurada i precisa.

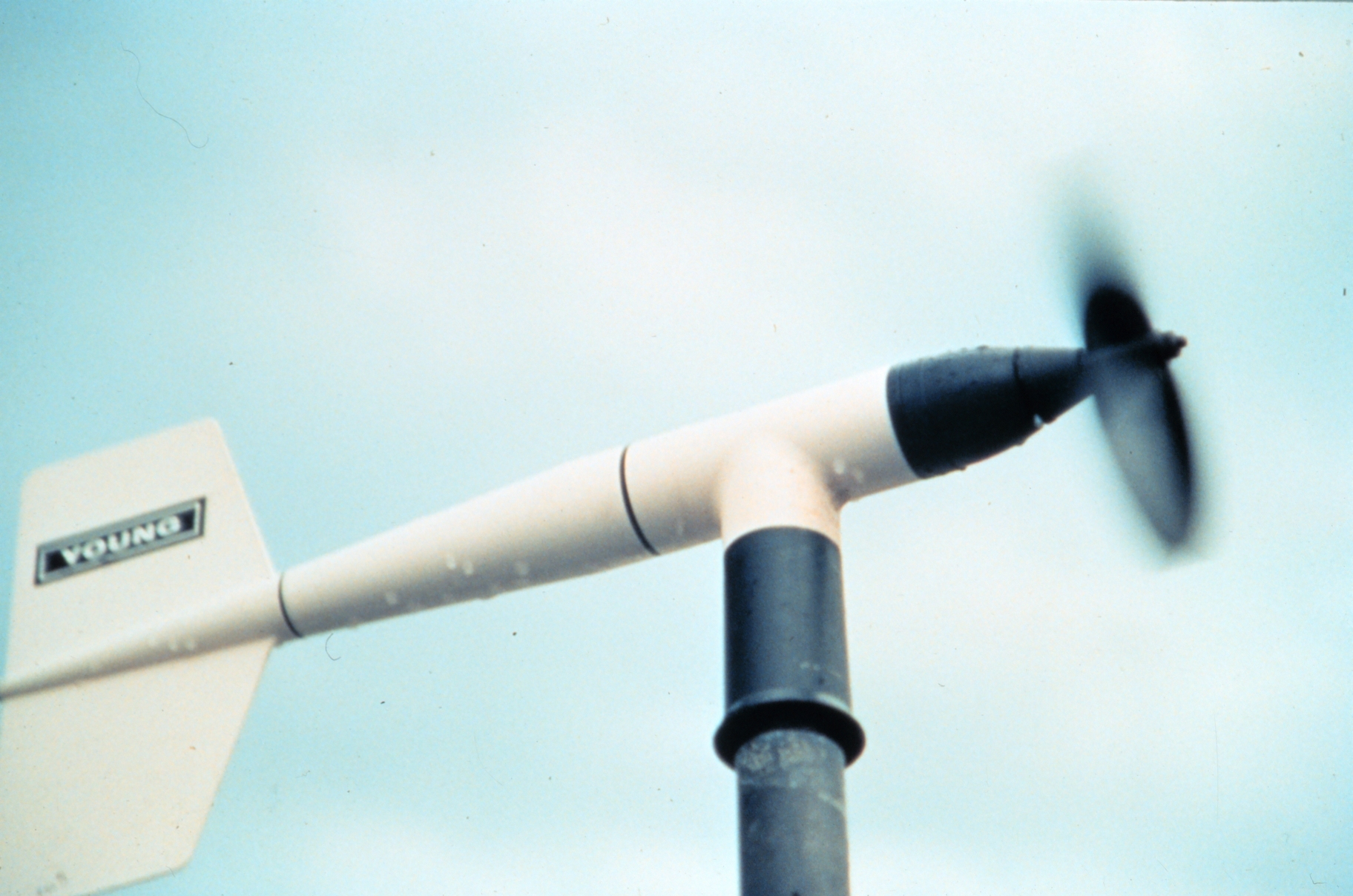
Un anemòmetre de l'estil dels molins de vent

### Anemòmetres de filferro calent
Els anemòmetres de filferro calent utilitzen un filferro fi (a l'ordre de diversos micròmetres) escalfat elèctricament a una certa temperatura per sobre de l'ambient. L'aire que flueix més enllà del filferro refreda el filferro. Com que la resistència elèctrica de la majoria dels metalls depèn de la temperatura del metall (el tungstè és una opció popular per als cables calents), es pot obtenir una relació entre la resistència del filferro i la velocitat de l'aire.
El filferro, sovint de tungstè, que fan servir és molt fi (de l'ordre d'alguns micròmetres) escalfat elèctricament amb una temperatura per sobre l'ambiental. L'aire que hi passa té un efecte refrigerant sobre el filferro. Hi ha una relació entre la resistència del filferro i la velocitat del vent.

Aquests tipus d'anemòmetres són extremadament delicats però són molt exactes i s'utilitzen en l'estudi de flux turbulents o en qualsevol flux en els quals les fluctuacions ràpides de velocitat tinguin interès.

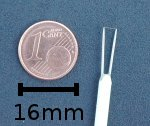
Sensor de filferro calent

### Anemòmetres Làser Doppler
Quan les partícules estan movent-se produeixen un efecte Doppler que amb el làser permeten calcular la velocitat de les partícules i, per tant, del vent al voltant de l'anemòmetre.

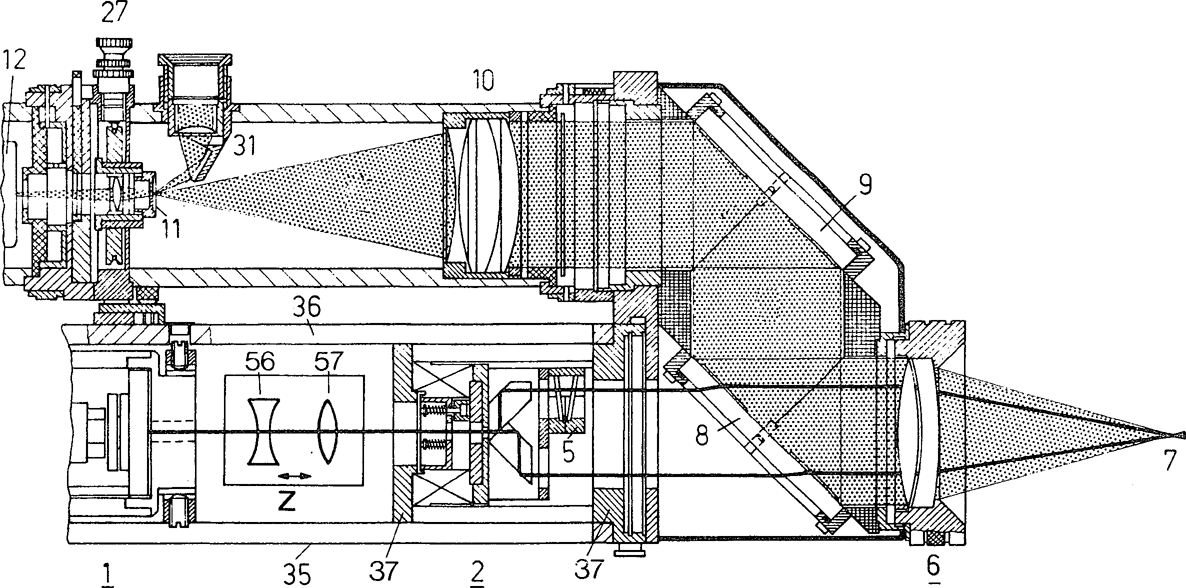
En els anemòmetres làser Doppler, el làser s'emet (1) a través de lents (6) de l'anemòmetre i passa a les molècules de l'aire (7). La radiació torna a entrar a l'aparell i són reflectides i dirigides cap al detector(12).

### Anemòmetres Sònic
Els anemòmetres Sònics, creats a partir de la dècada de 1970, fan servir ones sonores ultrasòniques per a mesurar direcció del vent i velocitat. Poden ser molt exactes i es fan servir en mesuraments de turbulència. També es fan servir en estacions meteorològiques, navegació en vaixell, turbines de vent, aviació i boies meteorològiques.

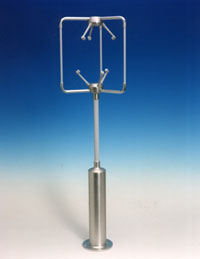
3D anemòmetre ultrasònic

### Anemòmetres de pilota de ping pong
Es fa amb una pilota de ping-pong enganxada a una corda. El vent mou la pilota i es mesura l'angle entre la pilota enganxada a la corda i la línia perpendicular a terra per saber la velocitat del vent. Aquest dispositiu és un experiment escolar però un dispositiu semblant es troba a l'estació meteorològica del projecte a Mart Phoenix Mars Lander.

## Anemòmetres mesuradors de la pressió
- De placa plana, el vent la desvia. Ideat el 1450, va ser reinventat el 1664 per Robert Hooke a qui equivocadament es considera sovint l'inventor del primer anemòmetre. Es van utilitzar en ponts com alarma davant vent forts.
- Anemòmetres de tub, inventat el 1775 consistia en tubs de vidre en forma d'"U" que contenien líquid amb un manòmetre el vent causa un increment de la pressió i hi ha un moviment del líquid.